# Сий, Йожеф
Йожеф Сий (венг. Szily József; 2 октября 1913, Будапешт — 16 апреля 1976, там же) — венгерский шахматист; международный мастер (1950). Юрист.
В чемпионатах Венгрии: 1947 — 2—3-е; 1948 — 4-е; 1951 — 4—5-е места. В составе команды Венгрии участник Олимпиады 1952 и командного чемпионата Европы (1961), в составе команды Будапешта — матча Москва — Будапешт (1949). Лучшие результаты в международных турнирах: Будапешт (1948) — 6—8-е; Медзи-Здруй (1952) — 3—4-е места.
Был тренером многих известных шахматистов, в том числе А. Адорьяна, Л. Барцаи, Д. Сакса, Ж. Верёци.
Автор книг о Г. Мароци и турнире памяти Мароци 1952.
Член символического клуба победителей чемпионов мира Михаила Чигорина с 15 марта 1952 года.